# Toivo Öhman
Toivo Sture Öhman, född 5 februari 1933 i Boden, Norrbottens län, död 23 september 2023 i Tyresö, Stockholms län, var en svensk simhoppare. Han tävlade för Stockholms KK. Öhman tog 43 SM-guld i simhopp.
Öhman tävlade för Sverige vid olympiska sommarspelen 1952 i Helsingfors, där han slutade på 16:e plats i höga hopp. Vid olympiska sommarspelen 1960 i Rom slutade Öhman på 12:e plats i höga hopp.
Efter den aktiva karriären var Öhman expertkommentator i simhopp i Sveriges Television och arbetade som advokat med arbetsrätt som specialitet.